# Liste von Weihnachtskantaten
Eine Weihnachtskantate ist eine Kantate für die Weihnachtszeit. Die besondere Bedeutung des Festes veranlasste viele Komponisten, Kantaten für den Anlass zu schreiben, die teils zur Aufführung im Gottesdienst, teils für Konzerte konzipiert waren. Das Engelskonzert der Weihnachtsgeschichte und Elemente ihrer Ausschmückung wie Hirtenmusik und Wiegenlied gaben Anlass zur musikalischen Gestaltung.

## Geschichte

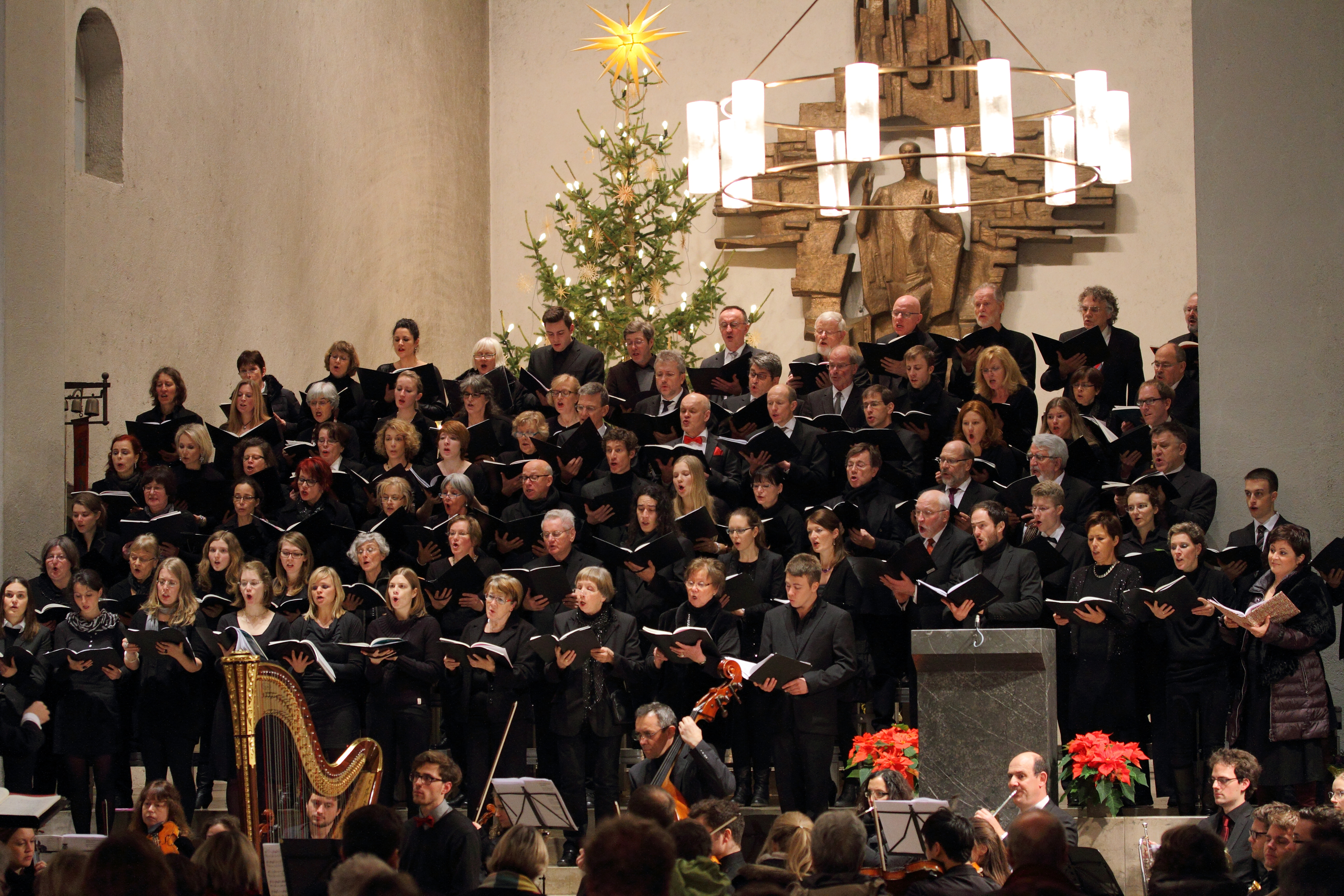
Aufführung einer Weihnachtskantate unterm Christbaum mit Weihnachtsstern. Der himmlische Gesang der Engel wird in der Romantik gerne von der ebenfalls sichtbaren Konzertharfe begleitet

Die Weihnachtskantate erlebte eine Blütezeit im Barock, als italienische Komponisten wie Arcangelo Corelli und Alessandro Scarlatti für katholische Gottesdienste komponierten, Johann Sebastian Bach und Gottfried Heinrich Stölzel für lutherische Gottesdienste. Weihnachtskantaten wurden in dieser Epoche auch komponiert von Antonio Caldara, Marc-Antoine Charpentier, David Pohle, Christian Friedrich Ruppe und Johann Christoph Schmügel.
Beispiele der Romantik sind Mendelssohns Vom Himmel hoch, eine Choralkantate, die ausschließlich auf Luthers Weihnachtslied beruht, und Josef Rheinbergers Der Stern von Bethlehem auf einen Text seiner Ehefrau Franziska von Hoffnaaß. Weihnachtskantaten wurden auch komponiert von John Victor Bergquist, Friedrich Theodor Fröhlich, Rudolf Herold, Philipp Christoph Kayser, Mathilde Kralik, Justus Wilhelm Lyra, Adalbert Wirkhaus und Josef Venantius von Wöss.
Im 20. Jahrhundert komponierte Benjamin Britten 1942 eine Folge von Weihnachtsliedern, A Ceremony of Carols. Nach dem Zweiten Weltkrieg schrieb Rudolf Mauersberger für den Dresdner Kreuzchor, den er leitete, Eine kleine Weihnachtskantate. Ralph Vaughan Williams komponierte Hodie, und Arthur Honegger schrieb als sein letztes Werk für den Basler Kammerchor und seinen Gründer Paul Sacher die Kantate Une cantate de Noël., die mit dem 130. Psalm beginnt und Weihnachtslieder verwendet. Weihnachtskantaten wurden auch komponiert von Steve Dobrogosz, Klaus Hashagen, Hans Uwe Hielscher, Johannes Hiob, Ivana Loudová, Günther Marks, Rudolf Mors, Peter Seeger, Heinrich Simbriger, Ernst Ludwig Uray, Klaus Wüsthoff (Weihnachtskantate für junge Leute, Weihnachtsliederkantate).
Im 21. Jahrhundert wurden Weihnachtskantaten unter anderem verfasst von Toshio Hosokawa und Graham Waterhouse. Der japanische und der englische Komponist vertonten deutsche Texte, der Kantatentext Der Anfang einer neuen Zeit von Hans Krieger geht auf Vorstellungen von Angelus Silesius zurück.

## Thematik
Die thematischen Motive der Weihnachtskantaten stammen aus der Weihnachtsgeschichte. Sie lassen sich beispielhaft anhand von Bachs Weihnachtsoratorium darstellen. Dieses besteht aus sechs Teilen, die für je einen Gottesdienst vorgesehen waren. Jeder Teil hat einen eigenen thematischen Schwerpunkt.
- Teil I für den 1. Weihnachtstag (25. Dezember), Thema: Geburt
- Teil II für den 2. Weihnachtstag (26. Dezember), Thema: Verkündigung an die Hirten, Ehre sei Gott, Friede auf Erden
- Teil III für den 3. Weihnachtstag (27. Dezember), Thema: Anbetung der Hirten
- Teil IV für Neujahr (1. Januar; Fest der Beschneidung Christi), Thema: Namengebung
- Teil V für den ersten Sonntag nach Neujahr,[5] Thema: Reise der Weisen aus dem Morgenland
- Teil VI für Epiphanias (6. Januar), Thema: Anbetung der Weisen

Die Teile des Weihnachtsoratoriums sind formal sechs vollständige Kantaten. Sie werden jedoch nicht zu den Bachkantaten gezählt und folglich auch nicht zu Bachs Weihnachtskantaten (vgl. Werke von Bach in der nachfolgenden Liste).

## Ausgewählte Kantaten
Zu den Abkürzungen für die Besetzung siehe Tabelle in der Liste der Bachkantaten. Außerdem: MS = Mezzosopran, Bar = Bariton, Str = Streicher.
| Komponist                   | geb.  | Kantatentitel                                      | Nr.      | Text                                        | komp.   | Besetzung                                       | Uraufführung          | Anmerkung |
| --------------------------- | ----- | -------------------------------------------------- | -------- | ------------------------------------------- | ------- | ----------------------------------------------- | --------------------- | --- |
| Francesco Provenzale        | 1624  | Sui palchi delle stelle                            |          |                                             | 1689    | S 2Vl Bc                                        |                       | [ 6 ] |
| Cristofaro Caresana         | 1640? | L’Adoratione de' Maggi                             |          |                                             | 1676    | 6 Stimmen                                       |                       | Der Text bezieht sich zwar auf die Anbetung der Weisen (also Epiphanias, nicht Weihnachten), doch das Autograph (Digitalisat bei IMSLP) sagt tatsächlich „per la nascita di N. S.“ (für die Geburt unseres Herrn). |
| Johann Kuhnau               | 1660  | Uns ist ein Kind geboren                           | BWV 142  |                                             |         | A T B SATB 2Fl 2Ob 2Vl Va Bc                    |                       | erst Bach zugeschrieben |
| Friedrich Wilhelm Zachow    | 1663  | Uns ist ein Kind geboren                           |          |                                             |         | S A T B SATB Ob Fg 2Vl 2Va Bc                   |                       | [ 7 ] |
| Johann Samuel Beyer         | 1669  | Fürchtet Euch nicht                                |          |                                             |         | S SATB Bc                                       |                       | |
| Arnold Matthias Brunckhorst | 1670? | In festo nativitate Christi                        |          |                                             |         | S A T B SATB 6 Instrumente, Bc                  |                       | |
| Georg Philipp Telemann      | 1681  | Ehre sei Gott in der Höhe In festo nativitatis     |          |                                             |         | S A T B SATB 3Tr Ti Str Bc                      |                       | 1. Weihnachtstag |
| Johann Sebastian Bach       | 1685  | Christen, ätzet diesen Tag                         | BWV 63   | Johann Michael Heineccius?                  | 1713?   | S A T B SATB 4Tr Ti 3Ob Fg 2Vl Va Bc            |                       | 1. Weihnachtstag |
| Johann Sebastian Bach       | 1685  | Darzu ist erschienen der Sohn Gottes               | BWV 40   |                                             |         |                                                 | 26. Dez. 1723 Leipzig | 2. Weihnachtstag |
| Johann Sebastian Bach       | 1685  | Sehet, welch eine Liebe hat uns der Vater erzeiget | BWV 64   |                                             | 1723    | S A B SATB Cn 3Tb Oa 2Vl Va Bc                  | 27. Dez. 1723 Leipzig | 3. Weihnachtstag |
| Johann Sebastian Bach       | 1685  | Gelobet seist du, Jesu Christ                      | BWV 91   | Gelobet seist du, Jesu Christ               | 1724    | S A T B SATB 2Co Ti 3Ob 2Vl Va Bc               | 25. Dez. 1724 Leipzig | 1. Weihnachtstag, Choralkantate |
| Johann Sebastian Bach       | 1685  | Christum wir sollen loben schon                    | BWV 121  | Christum wir sollen loben schon             | 1724    | S A T B SATB Cn 3Tr Oa 2Vl Va Bc                | 26. Dez. 1724 Leipzig | 2. Weihnachtstag, Choralkantate |
| Johann Sebastian Bach       | 1685  | Ich freue mich in dir                              | BWV 133  | Ich freue mich in dir                       | 1724    | S A T B SATB Cn 2Oa 2Vl Va Bc                   | 27. Dez. 1724         | 3. Weihnachtstag, Choralkantate |
| Johann Sebastian Bach       | 1685  | Unser Mund sei voll Lachens                        | BWV 110  | Georg Christian Lehms                       | 1725    | S B SATB 3Tr Ti 2Ft 3Ob Oa Oc Fg 2Vl Va Bc      | 25. Dez. 1725 Leipzig | 1. Weihnachtstag |
| Johann Sebastian Bach       | 1685  | Selig ist der Mann                                 | BWV 57   | Georg Christian Lehms                       | 1725    | S B SATB 2Ob 2Vl Va Bc                          | 26. Dez. 1725 Leipzig | 2. Weihnachtstag |
| Johann Sebastian Bach       | 1685  | Süßer Trost, mein Jesus kömmt                      | BWV 151  | Georg Christian Lehms                       | 1725    | S A T B SATB Ft Oa 2Vl Va Bc                    | 27. Dez. 1725 Leipzig | 3. Weihnachtstag |
| Johann Sebastian Bach       | 1685  | Ehre sei Gott in der Höhe                          | BWV 197a |                                             |         |                                                 | 25. Dez. 1728 Leipzig | teilweise verloren, 1. Weihnachtstag |
| Johann Sebastian Bach       | 1685  | Gloria in excelsis Deo                             | BWV 191  |                                             | 1745    | S T SSATB 3Tr Ti 2Ft 2Ob 2Vl Va Bc              | 25. Dez. 1745 Leipzig | 1. Weihnachtstag |
| Christian August Jacobi     | 1685  | Der Himmel steht uns wieder offen                  |          |                                             | 1718    |                                                 | 25. Dez. 1718         | 1. Weihnachtstag |
| Christian Heinrich Rinck    | 1770  | Weihnachtskantate                                  | op. 73   |                                             |         |                                                 |                       | [ 8 ] |
| Gottlob August Krille       | 1779  | Es ist geboren Jesus Christ                        |          |                                             |         |                                                 |                       | |
| Felix Mendelssohn           | 1809  | Vom Himmel hoch                                    | MWV A 10 | Vom Himmel hoch                             | 1831    | S Bar SSATB Orchester                           |                       | Choralkantate |
| Josef Rheinberger           | 1839  | Der Stern von Bethlehem                            |          | Franziska von Hoffnaaß                      | 1891    | Soli Chor Orchester                             |                       | |
| William Reed                | 1859  | The Message of the Angels                          |          |                                             | 1910    |                                                 |                       | |
| Felix Woyrsch               | 1860  | Die Geburt Jesu                                    | op. 18   | Heilige Schrift                             | 1910    | Soli Chor Orchester                             |                       | |
| Ralph Vaughan Williams      | 1872  | Hodie                                              |          |                                             | 1953–54 | S T Bar Chor Orchester                          |                       | [ 1 ] |
| Ottorino Respighi           | 1879  | Lauda per la Natività del Signore                  |          | Jacopone da Todi?                           | 1930    | S MS T SSAATTBB Holzbläser, Klavier zu 4 Händen |                       | [ 1 ] |
| Walter Braunfels            | 1882  | Der gläserne Berg, Weihnachtsmärchen               | op. 39   |                                             | 1928    |                                                 |                       | |
| Walter Braunfels            | 1882  | Weihnachtskantate                                  | op. 52   |                                             | 1934–37 | S Bar Chor Orchester                            |                       | |
| Rudolf Mauersberger         | 1889  | Weihnachtszyklus der Kruzianer                     |          |                                             | 1944–46 | Soli Chor achtstimmig a cappella (Klavier)      |                       | |
| Rudolf Mauersberger         | 1889  | Eine kleine Weihnachtskantate                      |          |                                             | 1948    |                                                 |                       | |
| Frank Martin                | 1890  | Cantate pour le temps de Noël                      |          |                                             | 1929–30 |                                                 |                       | |
| Gerald Finzi                | 1893  | Dies natalis                                       |          | Thomas Traherne                             | 1939    | S (T) Str                                       |                       | |
| Arthur Honegger             | 1893  | Une cantate de Noël                                |          | Ps. 130, Lieder                             | 1952–53 | Bar Chor Kinderchor Org Orchester               | 18. Dez. 1953 Basel   | [ 1 ] |
| Max Lienert                 | 1903  | Weihnachtskantate                                  |          |                                             | 1934    | Schülerchor Str                                 |                       | |
| Willi Leininger             | 1907  | Kleine Weihnachtskantate                           |          |                                             | 1932    | S Flöte Va Org                                  |                       | |
| Kurt Hessenberg             | 1908  | Weihnachtskantate                                  | op. 27   | Matthias Claudius                           | 1942–43 | S A SSATBB Orchester                            |                       | Verlegt bei Schott |
| Wilhelm Keilmann            | 1908  | Der Weg nach Bethlehem                             |          |                                             | 1962    | Soli Chor kl. Orchester, Klavier                |                       | |
| Benjamin Britten            | 1913  | A Ceremony of Carols                               | op. 28   |                                             | 1942    | Knabenchor Harfe                                |                       | [ 1 ] |
| Hans Martin                 | 1916  | Atkarsker Weihnachtskantate                        |          | Biblische Texte                             | 1944    | S B SATB Org                                    | 24. Dez. 1944 Atkarsk | Ursprünglich für T, B, 3-stimmigen Männerchor und Klavier (1944). Aus dem Gedächtnis 1945 nachgeschrieben für S, B, SATB, Org. Orchesterversion 1949.                                                              |
| Bertold Hummel              | 1925  | O du fröhliche                                     | op. 54   | Johannes Daniel Falk / Heinrich Holzschuher | 1975    | Chor, 2 Trompeten, 4 Orgeln                     |                       | |
| Siegfried Köhler            | 1927  | Tausend Sterne sind ein Dom                        | op. 8    |                                             | 1952    |                                                 |                       | |
| Ariel Ramírez               | 1927  | Navidad Nuestra                                    |          | Félix Luna                                  | 1963    | S T Chor südamerikanische Instrumente           |                       | |
| Karl Haus                   | 1928  | Jetzt ist die rechte Freudenzeit                   |          |                                             | 1952    | dreistimmiger Kinderchor                        |                       | |
| Walter Michael Klepper      | 1929  | Noi umblăm şi colindăm                             | op. 17   | Rumänische Lieder                           | 1981    | Chor                                            |                       | |
| Nils Lindberg               | 1933  | A Christmas Cantata                                |          |                                             | 2002    | S Bar Kammerchor Big Band                       |                       | Matthäusevangelium und Weihnachtslieder, eingespielt |
| Gerhard Track               | 1934  | Festkantate zur Weihnacht                          |          | Herbert Vogg                                | 1995    | SATB Chor Blasorchester Orgel                   | 29. Apr. 1996 Wien    | Bearbeitung Bruckners Festkantate |
| Hans Georg Bertram          | 1936  | Weihnachtskantate                                  |          |                                             | 2001    |                                                 |                       | |
| Urs Joseph Flury            | 1941  | Hirten sind und Engel nah                          |          | Olga Brand                                  | 2001    |                                                 |                       | auf Gedichte |
| Malcolm Dedman              | 1948  | The Word was Made Flesh                            |          |                                             | 1975    | Sprecher Chor Flöte Org Perkussion              |                       | |
| Toshio Hosokawa             | 1955  | Weihnachtskantate                                  |          | anon.                                       | 2002    | S A Chor Orchester                              | 20. Dez. 2002 München | Verlegt bei Schott |
| Graham Waterhouse           | 1962  | Der Anfang einer neuen Zeit                        |          | Hans Krieger                                | 2011    | S Bar Chor Kinderchor Str (Org)                 | 3./4. Dez. 2011 Essen | |
| Wolfram Graf                | 1965  | Il est né                                          |          |                                             | 1992    | Kinderchor                                      |                       | |